# NGC 2898
NGC 2898 est une galaxie lenticulaire située dans la constellation de l'Hydre. NGC 2898 a été découverte par l'astronome prussien Albert Marth en 1864.

## Caractéristiques
Sa vitesse par rapport au fond diffus cosmologique est de 7 789 ± 23 km/s, ce qui correspond à une distance de Hubble de 114,9 ± 8,1 Mpc (∼375 millions d'al).
À ce jour, cinq mesures non basées sur le décalage vers le rouge (redshift) donnent une distance de 70,300 ± 27,400 Mpc (∼229 millions d'al), ce qui est à l'extérieur des valeurs de la distance de Hubble. Notons que c'est avec la valeur moyenne des mesures indépendantes, lorsqu'elles existent, que la base de données NASA/IPAC calcule le diamètre d'une galaxie et qu'en conséquence le diamètre de NGC 2898 pourrait être d'environ 39,6 kpc (∼129 000 al) si on utilisait la distance de Hubble pour le calculer.
NGC 2898 présente une large raie HI et c'est une galaxie LINER, c'est-à-dire une galaxie dont le noyau présente un spectre d'émission caractérisé par de larges raies d'atomes faiblement ionisés.